# José Joaquín de Olmedo
José Joaquín de Olmedo y Maruri (Guayaquil, 20 de março de 1780 – Guayaquil, 19 de fevereiro de 1847)  foi um advogado, poeta e político equatoriano. Ocupou o cargo de presidente de seu país entre 7 de março de 1845 e 8 de dezembro de 1845.
Na era colonial espanhola, Olmedo se destacou como grande orador na Cortes de Cádiz, a fim de iniciar a abolição das mitas. Entretanto, com a derrota das tropas napoleônicas na Península Ibérica e o retorno do rei Fernando VII ao trono, se dissolveram as cortes e diversos indivíduos do âmbito políticos, entre eles Olmedo, foram perseguidos. Ele voltou a Guayaquil e começou, junto a outros partidários de ideias emancipacionistas, a independência guayaquilenha, a qual se concretizou em 9 de outubro de 1820.